# آداما ترائوره (بازیکن فوتبال، زاده ۱۹۹۰)
آداما ترائوره (انگلیسی: Adama Traoré؛ زادهٔ ۳ فوریهٔ ۱۹۹۰) بازیکن فوتبال اهل ساحل عاج است.
از باشگاه‌هایی که در آن بازی کرده است می‌توان به باشگاه فوتبال ملبورن ویکتوری، باشگاه فوتبال ویتوریا گیماریش، باشگاه فوتبال بازل، و باشگاه فوتبال گولدکوست یونایتد اشاره کرد.
وی همچنین در تیم‌های ملی فوتبال زیر ۲۰ سال ساحل عاج و ساحل عاج بازی کرده است.